# Női könnyűsúlyú kétpárevezős a 2008. évi nyári olimpiai játékokon
A 2008. évi nyári olimpiai játékokon evezésben a női könnyűsúlyú kétpárevezős versenyszámot augusztus 10. és augusztus 17. között rendezték a Shunyi evezőspályán. A versenyt a Kirsten van der Kolk, Marit van Eupen összeállítású holland páros nyerte a finn és az kanadai egység előtt.

## Versenynaptár
Az időpontok helyi idő szerint, zárójelben magyar idő szerint olvashatóak.
| Dátum                         | Időpont       | Forduló       |
| ----------------------------- | ------------- | ------------- |
| 2008. augusztus 10., vasárnap | 14:50 (8:50)  | Előfutamok    |
| 2008. augusztus 12., kedd     | 16:00 (10:00) | Reményfutamok |
| 2008. augusztus 15., péntek   | 15:30 (9:30)  | Elődöntők     |
| 2008. augusztus 16., szombat  | 14:10 (8:10)  | C-, B-döntő   |
| 2008. augusztus 17., vasárnap | 15:30 (9:30)  | A-döntő       |

## Eredmények
Az idők másodpercben értendők.
A rövidítések jelentése a következő:
- QS: Elődöntőbe jutás helyezés alapján
- QC: C-döntőbe jutás helyezés alapján
- QB: B-döntőbe jutás helyezés alapján
- QA: A-döntőbe jutás helyezés alapján

### Előfutamok
Három előfutamot rendeztek, hat-hat, valamint öt hajóval. Az első két helyezett bejutott a elődöntőbe, a többiek a reményfutamba kerültek.
| Helyezés | Nemzet                                                       | Idő      | Mj       |
| 1. futam | 1. futam                                                     | 1. futam | 1. futam |
| -------- | ------------------------------------------------------------ | -------- | -------- |
| 1.       | Hollandia (NED) · Kirsten van der Kolk, Marit van Eupen      | 6:50,90  | QS       |
| 2.       | Ausztrália (AUS) · Amber Halliday, Marguerite Houston        | 6:53,23  | QS       |
| 3.       | Egyesült Államok (USA) · Renee Hykel, Jen Goldsack           | 6:53,32  |          |
| 4.       | Mexikó (MEX) · Gabriela Huerta, Lila Pérez-Rul               | 7:11,71  |          |
| 5.       | Brazília (BRA) · Camila Carvalho, Luciana Granato            | 7:25,90  |          |
| 6.       | Kazahsztán (KAZ) · Natalija Voronova, Alekszandra Opacsanova | 7:29,07  |          |
| 2. futam |                                                              |          |          |
| 1.       | Németország (GER) · Berit Carow, Marie-Louise Dräger         | 6:51,96  | QS       |
| 2.       | Kanada (CAN) · Melanie Kok, Tracy Cameron                    | 6:54,07  | QS       |
| 3.       | Nagy-Britannia (GBR) · Hester Goodsell, Helen Casey          | 6:55,23  |          |
| 4.       | Finnország (FIN) · Sanna Stén, Minna Nieminen                | 6:56,61  |          |
| 5.       | Görögország (GRE) · Khrysa Biskitzi, Alexandra Tsiavou       | 7:05,95  |          |
| 6.       | Dél-afrikai Köztársaság (RSA) · Alex White, Kirsten McCann   | 7:20,51  |          |

| Helyezés | Nemzet                                         | Idő      | Mj       |
| 3. futam | 3. futam                                       | 3. futam | 3. futam |
| -------- | ---------------------------------------------- | -------- | -------- |
| 1.       | Kína (CHN) · Hszu Tung-hsziang, Ju Hua         | 6:57,58  | QS       |
| 2.       | Dánia (DEN) · Katrin Olsen, Juliane Rasmussen  | 6:58,63  | QS       |
| 3.       | Japán (JPN) · Kumakura Miszaki, Ivamoto Akiko  | 7:05,67  |          |
| 4.       | Kuba (CUB) · Yaima Velázquez, Ismaray Marrero  | 7:13,35  |          |
| 5.       | Dél-Korea (KOR) · Ko Jong-Eun , Dzsi Joo-Dzsin | 7:39,70  |          |

### Reményfutamok
Két reményfutamot rendeztek, hat és öt részvevővel. Az első három helyezett az elődöntőbe jutott, a többiek a C-döntőbe kerültek.
| Helyezés | Nemzet                                                       | Idő      | Mj       |
| 1. futam | 1. futam                                                     | 1. futam | 1. futam |
| -------- | ------------------------------------------------------------ | -------- | -------- |
| 1.       | Egyesült Államok (USA) · Renee Hykel, Jen Goldsack           | 7:22,22  | QS       |
| 2.       | Finnország (FIN) · Sanna Stén, Minna Nieminen                | 7:23,80  | QS       |
| 3.       | Japán (JPN) · Kumakura Miszaki, Ivamoto Akiko                | 7:30,92  | QS       |
| 4.       | Dél-afrikai Köztársaság (RSA) · Alex White, Kirsten McCann   | 7:48,04  | QC       |
| 5.       | Kazahsztán (KAZ) · Natalija Voronova, Alekszandra Opacsanova | 7:54,12  | QC       |
| 6.       | Dél-Korea (KOR) · Ko Jong-Eun , Dzsi Joo-Dzsin               | 8:03,51  | QC       |

| Helyezés | Nemzet                                                 | Idő      | Mj       |
| 2. futam | 2. futam                                               | 2. futam | 2. futam |
| -------- | ------------------------------------------------------ | -------- | -------- |
| 1.       | Nagy-Britannia (GBR) · Hester Goodsell, Helen Casey    | 7:24,27  | QS       |
| 2.       | Görögország (GRE) · Khrysa Biskitzi, Alexandra Tsiavou | 7:24,55  | QS       |
| 3.       | Kuba (CUB) · Yaima Velázquez, Ismaray Marrero          | 7:32,14  | QS       |
| 4.       | Mexikó (MEX) · Gabriela Huerta, Lila Pérez-Rul         | 7:41,97  | QC       |
| 5.       | Brazília (BRA) · Camila Carvalho, Luciana Granato      | 7:47,53  | QC       |

### Elődöntők
Két elődöntőt rendeztek, hat-hat részvevővel. Az első három helyezett bejutott az A-döntőbe, a többiek a B-döntőbe kerültek. 
| Helyezés | Nemzet                                                  | Idő      | Mj       |
| 1. futam | 1. futam                                                | 1. futam | 1. futam |
| -------- | ------------------------------------------------------- | -------- | -------- |
| 1.       | Hollandia (NED) · Kirsten van der Kolk, Marit van Eupen | 7:03,87  | QA       |
| 2.       | Finnország (FIN) · Sanna Stén, Minna Nieminen           | 7:03,91  | QA       |
| 3.       | Németország (GER) · Berit Carow, Marie-Louise Dräger    | 7:04,95  | QA       |
| 4.       | Dánia (DEN) · Katrin Olsen, Juliane Rasmussen           | 7:06,31  | QB       |
| 5.       | Nagy-Britannia (GBR) · Hester Goodsell, Helen Casey     | 7:17,67  | QB       |
| 6.       | Kuba (CUB) · Yaima Velázquez, Ismaray Marrero           | 7:30,15  | QB       |

| Helyezés | Nemzet                                                 | Idő      | Mj       |
| 2. futam | 2. futam                                               | 2. futam | 2. futam |
| -------- | ------------------------------------------------------ | -------- | -------- |
| 1.       | Kanada (CAN) · Melanie Kok, Tracy Cameron              | 7:10,70  | QA       |
| 2.       | Kína (CHN) · Hszu Tung-hsziang, Ju Hua                 | 7:11,59  | QA       |
| 3.       | Görögország (GRE) · Khrysa Biskitzi, Alexandra Tsiavou | 7:11,99  | QA       |
| 4.       | Egyesült Államok (USA) · Renee Hykel, Jen Goldsack     | 7:12,15  | QB       |
| 5.       | Ausztrália (AUS) · Amber Halliday, Marguerite Houston  | 7:13,80  | QB       |
| 6.       | Japán (JPN) · Kumakura Miszaki, Ivamoto Akiko          | 7:16,13  | QB       |

### Döntők

#### C-döntő
A C-döntőt öt egységgel rendezték, a reményfutamok 4-6., ill. 4-5. helyezettjeivel.
| Helyezés (Összesített) | Nemzet                                                       | Idő     |
| ---------------------- | ------------------------------------------------------------ | ------- |
| 1. (13.)               | Mexikó (MEX) · Gabriela Huerta, Lila Pérez-Rul               | 7:17,21 |
| 2. (14.)               | Dél-afrikai Köztársaság (RSA) · Alex White, Kirsten McCann   | 7:20,49 |
| 3. (15.)               | Brazília (BRA) · Camila Carvalho, Luciana Granato            | 7:22,40 |
| 4. (16.)               | Kazahsztán (KAZ) · Natalija Voronova, Alekszandra Opacsanova | 7:32,36 |
| 5. (17.)               | Dél-Korea (KOR) · Ko Jong-Eun , Dzsi Joo-Dzsin               | 7:39,46 |

#### B-döntő
A B-döntőt hat egységgel rendezték, az elődöntők 4-6. helyezettjeivel.
| Helyezés (Összesített) | Nemzet                                                | Idő     |
| ---------------------- | ----------------------------------------------------- | ------- |
| 1. (7.)                | Dánia (DEN) · Katrin Olsen, Juliane Rasmussen         | 7:06,94 |
| 2. (8.)                | Ausztrália (AUS) · Amber Halliday, Marguerite Houston | 7:07,17 |
| 3. (9.)                | Japán (JPN) · Kumakura Miszaki, Ivamoto Akiko         | 7:08,49 |
| 4. (10.)               | Egyesült Államok (USA) · Renee Hykel, Jen Goldsack    | 7:09,02 |
| 5. (11.)               | Nagy-Britannia (GBR) · Hester Goodsell, Helen Casey   | 7:11,24 |
| 6. (12.)               | Kuba (CUB) · Yaima Velázquez, Ismaray Marrero         | 7:20,07 |

#### A-döntő
Az A-döntőt hat egységgel rendezték, az elődöntők 1-3. helyezettjeivel. 
| Helyezés | Nemzet                                                  | Idő     |
| -------- | ------------------------------------------------------- | ------- |
| Arany    | Hollandia (NED) · Kirsten van der Kolk, Marit van Eupen | 6:54,74 |
| Ezüst    | Finnország (FIN) · Sanna Stén, Minna Nieminen           | 6:56,03 |
| Bronz    | Kanada (CAN) · Melanie Kok, Tracy Cameron               | 6:56,68 |
| 4.       | Németország (GER) · Berit Carow, Marie-Louise Dräger    | 6:56,72 |
| 5.       | Kína (CHN) · Hszu Tung-hsziang, Ju Hua                  | 7:01,90 |
| 6.       | Görögország (GRE) · Khrysa Biskitzi, Alexandra Tsiavou  | 7:04,61 |